# (32506) 2001 KP30
2001 KP30 (asteroide 32506) é um asteroide da cintura principal. Possui uma excentricidade de 0.16145210 e uma inclinação de 12.08583º.
Este asteroide foi descoberto no dia 21 de maio de 2001 por LINEAR em Socorro.